# Sinhalestes orientalis
Sinhalestes orientalis là một loài chuồn chuồn kim đơn hình thuộc họ Lestidae. Loài này có thể đã tuyệt chủng vì đã không được thấy kể từ khi được định danh khoa học lần đầu cách đây hơn 140 năm.
Nó là loài đặc hữu của Sri Lanka.